# 絕命連線
是一部2013年的美国驚悚犯罪電影，由布雷·安德森執導，Richard D'Ovidio編劇。主演有荷莉·貝瑞和艾碧·貝絲琳，其他演員有摩里斯·切斯塔特、麥可·艾克隆、米高·伊派里奧里和大衛·奧騰加。本片在2019年被翻拍成中國電影《极速营救》。

## 劇情
洛杉磯警察局9-1-1接線員Jordan Turner（荷莉·貝瑞 飾）有一天晚上接到了一個女孩Leah Templeton的求救，她的家遭不明人士闖入，擔心會有生命危險，Jordan冷靜的引導她躲在樓上房間內。這時通訊中斷了，Jordan試著回撥給Leah，卻沒料到這是個致命的決定。鈴聲暴露了Leah的位置，吸引闖入者的注意。Jordan試圖透過電話勸阻歹徒不要鑄下大錯，對方卻只回應：「我已經做了。」隨即掛斷，留下著急的Jordan。

隔天，Jordan透過新聞報導，得知Leah慘遭殺害，這使得Jordan大受打擊。她告知她的男友警員Paul Phillips，表示她無法再繼續擔任接線員的工作。

半年後她接到了另一個女孩的求救電話，她很快就意識到她必須要和一個她以前對抗過的殺手鬥智，才可以保住女孩的性命。

## 演員
- 荷莉·貝瑞 飾 Jordan Turner
- 艾碧姬·比絲蓮 飾 Casey Welson
- 摩里斯·切斯塔特 飾 Officer Paul Phillips
- 麥可·艾克隆（英语：Michael Eklund） 飾 Michael Lewis Foster（童年：安東尼奧·埃文·羅米洛 Antonio Evan Romero）
- 米高·伊派里奧里 飾 Alan Denado
- 大衛·奧騰加 飾 Officer Jake Devan
- 賈絲汀娜·瑪查多（英语：Justina Machado） 飾 Rachel
- 喬瑟·祖尼加（英语：José Zúñiga） 飾 Marco
- 蘿瑪·瑪菲亞（英语：Roma Maffia） 飾 Maddy
- Evie Thompson 飾 Leah Templeton
- Denise Dowse 飾 Flora
- 艾拉·蕾·派克（英语：Ella Rae Peck） 飾 Autumn
- Jenna Lamia（英语：Jenna Lamia） 飾 Brooke
- Ross Gallo 飾 Josh
- Shawnee Badger 飾 Melinda Foster
- 塔拉·普拉特（英语：Tara Platt） 飾 女實習生

## 外部連結
- 官方网站
- 互联网电影数据库（IMDb）上《救參通話》的资料（英文）
- Box Office Mojo上《救參通話》的資料（英文）
- 爛番茄上《救參通話》的資料（英文）
- Metacritic上《The Call》的資料（英文）